# Bandera de Espírito Santo
La bandera del estado de Espírito Santo fue creada en 1908 por el Dr. Jerônimo Monteiro, entonces presidente de estado, y adoptada oficialmente el 7 de septiembre de 1909. Está compuesta por tres franjas horizontales del mismo tamaño cuyos colores son azul, blanco y rosa. Los colores representan los colores del vestido de Nuestra Señora de la Roca, patrona del estado. Al centro de la segunda franja un arco en letras azules trae el lema "TRABALHA E CONFIA", cuya traducción al castellano significa "TRABAJA Y CONFÍA". Ese lema fue inspirado en la doctrina de San Ignacio de Loyola, fundador de la orden religiosa Compañía de Jesús: Trabaja como si todo dependiese de ti y confía como si todo dependiese de Dios. La banda gubernamental es caracterizada por los colores de la bandera y el escudo de Espírito Santo.
Antes de tener esta bandera, el Espírito Santo no tenía una bandera oficial. El estado adoptó los colores azul y rojo, sino que también adoptaría la marsellesa como himno, pero también no era oficial. Apenas en el gobierno de Jerônimo Monteiro la actual bandera comenzó a ser usada, pero demoró algunos años para ser oficializada. Fue entonces que el himno, el escudo de armas y el sello oficial del Estado fueron creados.

## Otras banderas

Bandera de la provincia de Espírito Santo y antigua bandera, no oficial, del estado de Espírito Santo (1908 - 1937).